# Кальмар (гра)

Схема ігрового поля.
Ігрове поле складається з 5 зон:
(1) Дім нападників (공격진영 gong-gyeogjin-yeong)
(2) Зона, яку захищають Захисники (мета нападників) (공격목표 gong-gyeogmogpyo)
(3) Дім захисників (수비진영 subijin-yeong)
(4) Зони перетворення нападників (승급영역 seung-geub-yeong-yeog)
(5) Зовнішнє поле (기타 gita)

Кальмар ( кор. 오징어  , ojingŏ ) — дитяча гра, у яку грають у Південній Кореї. Гра отримала таку назву через подібність ігрового поля на обриси кальмара. Існують місцеві варіації гри, наприклад, "Кальмар-гайсан" або "Кальмар-таккарі". У гру грають гуртом, попередньо поділившись на дві команди: нападники і захисники. Мета гри - або досягення нападниками своєї цілі, або виключення з гри усіх гравців протилежної команди 

## Ігровий процес
Правила гри відрізняються залежно від місця гри або компанії гравців. Залежно від регіону гра можуть називати по-іншому. 

### Загальні правила
Стартова позиція кожної команди називаються "дім" (집 chip). Верхнє (північне) коло — Дім команди Нападників (зона 1). Внутрішній простір трикутника і нижнього прямокутника — Дім команди Захисників (зона 3). Кальмаром називають усе ігрове поле всередині межової лінії, за виключенням зони 1.
Ціль нападників — вийти зі свого дому (зона 1) у Зовнішнє поле (зона 5), потрапити усередину Кальмара (зона 3) через розрив лінії в нижній (південній) частині Кальмара (Ворота), пройти через увесь Дім захисників (зона 3) і дістатися місця перетину Дому нападників і Дому захисників (зона 2) . Ціль захисників — виключити з гри усіх нападників до того як будь-хто з них дістанеться зони 2. Якщо хоча б один з нападників торкається зони 2 після проходження через Ворота і зону 3 — уся команда нападників перемагає.
На початку гри нападникам дозволяється пересуватися лише стрибаючи на одній нозі. Якщо хтось з нападників зможе перетнути тонкий місток між зонами 4 (шию Кальмара), то нападникам дозволяється пересуватися на обох ногах як усередині, так і назовні Кальмара. Однак, деякі різновиди правил допускають пересування на двох ногах також перебуваючи у зонах 4 навіть до перетину шиї Кальмара. Захисники можуть виходити з Кальмара через Ворота, однак поза його межами повинні пересуватися стрибаючи на одній нозі (навіть, якщо перетнуть шию Кальмара).
Гравець виключається з гри якщо він вийде з Кальмара або зайде у Кальмара у будь-якому місці, крім Воріт — визначальним вважається момент торкання будь-якої частини тіла гравця поверхні ігрового поля з протилежного боку Кальмара (включаючи саму лінію). При цьому гравці, що перебувають по різні боки Кальмара можуть торкатися один одного. Зони 4 вважаються розтошованими назовні, а перешийок між ними — усередині Кальмара. Якщо гравцю дозволені лише стрибки на одній нозі, а він торкається поверхні ігрового поля двома ногами, то він вибуває. Гравець також вибуває, якщо торкається поверхні ігрового поля будь-якою частиною тіла, крім ніг (наприклад, падає). Штовхати, смикати, тягнути суперників дозволяється. Таким чином, у нападників є стратегія витягнути захисників назовні Кальмара та/або змусити тих упасти.

### Регіональні відмінності
Оскільки гра поширена переважно серед дітей, то офіційних правил не існує, а загальні правила описують головні принципи. Однак, звичайно, у різних дворах існують свої особливості правил.

#### Регіональні назви
У деяких частинах Пусан-Кодже та інших регіонах південя провінції Кьонсан гра називається "кальмар восьминіг". У регіоні Чонно гра називається ojingeo po ; в районі Сонгпа - ojingeo isang ; у провінції Тегу Кьонгі та південному Сеулі -, ojingeo gaisan 

#### Кальмар-дзвоник
"Кальмар-дзвоник ( ttaeng ( 오징어땡 ojingeo ttaeng ) ) — це регіональний варіант гри, популярний у Пусані . Зазвичай у ньому беруть участь не менш, ніж десять гравців. Походження назви гри, як вважається, пов'язане з великою кількістю кальмарів у водах навколо острова Гадокдо, а також популярністю кальмарів як як снеків серед місцевих дітей. Гра починається з поділу на дві команди, по десять осіб у кожній. На поверхні ігрового поля малюють кальмара з тілом у формі п'ятикутника та круглим хвостом. Команда, яка виграє гру «камінь-ножиці-папір», стає командою захисту, а команда, яка програє, стає командою нападу. Якщо команда нападу досягає будинку команди захисту та кричить Ttaeng! ( 땡!, звук дзвоника ), гру виграє команда нападу, і дві команди міняються сторонами. 

#### Об'єднання кальмара
Варіант "Об'єднання Кальмара" ( 오징어통일놀이 놀이 ojingeo tongilnoli ) поширений у регіоні Хенамі . Кажуть, що гра виникла в період Троєцарства в Кореї, коли королівства боролися за землю. У цій версії зона, яку має досягти команда нападу, обходячи команду захисту, називається «зоною об'єднання», а процес нападу називають "об'єднання кальмара" - від щупалець до голови.

#### Кальмар-восьминіг
У цьому варіанті гравець, що перетнув "шию Кальмара" називається cheolin ( 철, «залізна людина»). Гра починається з вигуку нападників кричить Ojingeo! ( 오징어!, «Кальмар!»), на що захисники відповідають Dalguji! ( 달구지!, «Восьминіг!»). 

## У масовій культурі
Телесеріал «Гра кальмарів», який вийшов на Netflix 2021 року, названий на честь цієї дитячої гри. У серіалі показана і одна з версій гри, але зі смертельним результатами. 